# グルクンマスク
グルクンマスク（1971年9月9日 - ）は、日本の男性覆面レスラー。大阪市枚方市出身。血液型AB型。

## 経歴
1995年、格闘技ジム「龍生塾」に入門してシュートボクシングを始める。
1996年、龍生塾本部による格闘家集団「REX-JAPAN」の一員になる。
1998年9月、格闘技道場を設立。
2001年5月6日、大日本プロレス川崎市体育館大会に参戦して井上勝正とタッグを組んで対伊東竜二&沼澤直樹組戦でデビュー。
2004年7月19日、枚方市立総合スポーツセンター第二武道場で自身の格闘技道場主催のアマチュア格闘技大会を開催。
2008年9月14日、デルフィンアリーナ道頓堀で自身の格闘技道場主催のプロレス興行を開催。
2010年3月、沖縄プロレスに移籍してリングネームをグルクンダイバーに改名。4月、所属していた格闘技道場が娯楽格闘技サークルとして残された道場生で運営することになった。
2012年8月25日、沖縄プロレスを退団。
2013年2月11日、ネーブルカデナアリーナで開催されたプレオープンイベント「KADENAバトルフェスタ」でリングネームをグルクンマスクに改名して琉球ドラゴンプロレスリングを設立することを発表。3月24日、グラウンドオープンしたネーブルカデナアリーナで琉球ドラゴンプロレスリングの設立及び旗揚げ記者会見を行った。4月28日、ネーブルカデナアリーナで琉球ドラゴンプロレスリングの旗揚げ戦を開催。

## 得意技
ムーンサルトプレス
ファイヤーバードスプラッシュ
ダイバースープレックス
グルクンドライバー
垂直落下式ブレーンバスターと同型。
グルクンスリーパー
グルクンレッグロールクラッチ
グルクンフィンキック
バズソーキックと同型。仰向けになった相手の上半身を起こして相手の左側頭部を振り抜いた右足の甲で蹴り飛ばす。
各種キック

## 入場曲
- GURUKUN DRIVE（作詞、作曲：中澤矢束 歌：きいやま商店）（2022年 -）
- THE HERO（水木一郎）

## タイトル歴
琉球ドラゴンプロレスリング
- 御万人王座「琉王」
- 御万人王座「双琉王」
- バトルロイヤル王座「チャンプルー王」

沖縄プロレス
- MWF世界タッグ王座

DDTプロレスリング
- 世界大森級王座

北都プロレス
- HWC王座

## メディア出演

### テレビ
- 探偵!ナイトスクープ（ABC）（2018年11月2日）
- 有田P おもてなす（NHK）（2019年2月23日）

### ラジオ
- アップ!!（RBCiラジオ）（2022年4月1日 - ） - コメンテーターとして出演